# Richard Zentgraf
Josef Richard Zentgraf (* 3. Mai 1881 in Eichenzell; † 7. Mai 1936 ebenda) war ein deutscher römisch-katholischer Geistlicher und Rektor der Lateinschule in Bad Orb. Er verfasste drei Bücher über Bad Orb und seine Geschichte. Seine wichtigsten Wirkungsorte waren Amöneburg und Bad Orb.

## Leben
Richard Zentgraf wurde am 3. Mai 1881 in Eichenzell, im Schulhaus geboren. Seine Eltern waren Ferdinand Zentgraf (* 18. Juni 1856 in Thaiden) und Theresia Buch (* 20. Juli 1857 in Eichenzell; † 19. Juni 1897 in Eichenzell). Er wuchs mit 8 jüngeren Geschwistern auf; die Schwester Paula Justina (* 31. Dezember 1890) war später seine Haushälterin. Nach dem Studium der Theologie in Fulda empfing Richard Zentgraf am 29. Juni 1906 die Priesterweihe in der Michaelskirche in Fulda. Diverse Tätigkeiten führten ihn anschließend nach Geisa, Amöneburg sowie Bad Orb und Umkreis.
Die angegriffene Gesundheit zwang ihn, am 1. April 1929 in den Ruhestand zu treten. Er kehrte nach Eichenzell in sein Elternhaus zurück. Dort war er noch einige Jahre für die Kirchengemeinde tätig. Er starb am 7. Mai 1936.

## Wirken
Nach der Priesterweihe war Richard Zentgraf als Kaplan und Lateinschullehrer in Geisa tätig. Es schlossen sich vier Jahre als Kaplan und Leiter der Lateinschule in Amöneburg an. Seine erfolgreiche Tätigkeit im Schuldienst veranlasste die Bischöfliche Behörde, ihn für den Höheren Schuldienst einzuordnen. Seine Berufung nach Bad Orb, vom 27. März 1914, war verbunden mit der Auflage „sich innerhalb kurzer Frist der Rektorenprüfung zu unterziehen“. Am 15. April 1914 trat Zentgraf die Rektorenstelle an der Lateinschule in Bad Orb an.
Die folgenden 15 Jahre seiner Wirkungszeit in Bad Orb waren von enormer Intensität geprägt. Bis zum Ende des Ersten Weltkrieges betreute er als Militärgeistlicher den Truppenübungsplatz auf der Wegscheide. Nach dem Ersten Weltkrieg wirkte er seelsorgerische bei den Wiederbesiedlern in Villbach und Lettgenbrunn ebenso wie auch bei vielen Menschen in der Stadt Bad Orb.
Durch sein großes Engagement als Pädagoge und Schulleiter erreichte Richard Zentgraf 1920, dass in seiner, zunächst bischöflichen, zu diesem Zeitpunkt aber bereits städtischen Lateinschule in Bad Orb ein Realzweig eingerichtet wurde. Er „... setzte auch durch, dass neben dem humanistischen Zweig eine sogenannte Realabteilung eingerichtet wurde...“. Es war ein wichtiger Schritt hin zu der heute in Bad Orb vorhandenen Kreisrealschule.
Zentgraf betrieb neben seiner Berufsarbeit Studien der Philosophie und der Musik. Gemeinsam mit Georg Wilhelm Henkel und Albert Jung war er in den 1920er Jahren maßgeblich am Kulturleben der noch jungen Kurstadt Bad Orb beteiligt. Der Zeichner und Buchkünstler Melchior Lechter ergänzte das kulturschaffende Trio. Lechter war von 1912 bis 1923 fast jedes Jahr und jeweils für längere Zeit in Bad Orb. Dabei  logierte er in den Jahren 1912 bis 1920 bei Richard Zentgraf, in der Villa Saline.
Für Bad Orb bedeutsam waren Richard Zentgrafs letzte drei Jahre in Bad Orb, von 1927 bis 1929. In jedem dieser Jahre verfasste er je ein Buch über die Geschichte der Stadt Bad Orb, über seine Umgebung, den Spessart und über Alt-Orb und seine Kirche. Seine Bücher haben in ihrer Zeit respektable Auflagen erlebt und später eine Wiederauflage. Einzelne Kapitel seiner Werke fanden auch Eingang „... in das Heimatlesebuch für die Volksschulender Provinz Hessen-Nassau“. Als er Erklärung
Ähnlich ausgefüllt wie seine Orber Jahre müssen auch seine Ruhestandsjahre in Eichenzell gewesen sein. In dieser Zeit erfolgten im nahen Dom zu Fulda ein Umbau und eine Vergrößerung der Orgel. Richard Zentgraf begleitete und kommentierte mit viel Sachkenntnis diesen Vorgang für das fachlich interessierte Publikum in „Musica Sacra“ .

## Auszeichnungen und Preise
Am 30. Januar 1929 wurde Zentgraf wegen seiner Verdienste um die Stadt Bad Orb zum Ehrenbürger der Stadt ernannt.

## Rezeption
Zentgrafs Bücher über Bad Orb fanden, gut 25 Jahre nach der ersten Geschichte der Stadt und Saline Orb, von Johann Büttel, bei Einheimischen wie Besuchern Orbs, den Kurgästen eine sehr interessierte Leserschaft. Durch den lebendigen „..erzählerischen Stil, wie auch durch viele eigene und zitierte Gedichte und Lieder“ boten „…Zentgrafs Bücher eine kurzweilige Lektüre“.

## Werkeverzeichnis (Ausschnitt)
- Bilder aus der Geschichte der Stadt Bad Orb, Verlag Bad-Orb-Gesellschaft, 1927; Reprint Fraktur-Schrift, Reihe "orbensien rareprints", 1. Aufl. 2004, ISBN 3-927176-16-8
- Bad Orb im Spessartwald. Schilderung der Stadt und ihrer schönen Umgebung, Verlag Bad-Orb-Gesellschaft, 1928; Reprint Fraktur-Schrift, Reihe "orbensien rareprints", 1. Aufl. 2004, ISBN 3-927176-16-8
- Alt Orb und seine Kirche, Richard Zentgraf, 1929.
- Vergrößerung der Fuldaer Domorgel. In: Musica sacra 1934 / 04-05, Orgelfragen
- Vom Umbau der Fuldaer Domorgel. In: Musica sacra 1933 / 07-08, Orgelfragen